# Bangchui Dao
Bangchui Dao är en ö i Kina. Den ligger i provinsen Liaoning, i den nordöstra delen av landet, omkring 350 kilometer sydväst om provinshuvudstaden Shenyang.
Genomsnittlig årsnederbörd är 813 millimeter. Den regnigaste månaden är juli, med i genomsnitt 330 mm nederbörd, och den torraste är januari, med 9 mm nederbörd.